# 1. ŽNL Zadarska 2015./16.
Ovaj članak je podtema članka: 4. rang HNL-a 2015./16.

1. ŽNL Zadarska u sezoni 2015./16. je predstavljala prvi stupanj županijske lige u Zadarskoj županiji, te ligu četvrtog stupnja hrvatskog nogometnog prvenstva. 
 
U natjecanju je sudjelovalo trinaest klubova, a ligu je osvojio klub "Polača". 

## Sustav natjecanja
Trinaest klubova igralo dvokružnu ligu (26 kola, 24 utakmice po klubu).

## Momčadi
- Bibinje – Bibinje
- Dalmatinac – Crno
- Dragovoljac – Poličnik
- Hajduk – Pridraga
- Hrvatski vitez – Posedarje
- Nova Zora – Sveti Filip i Jakov
- Pakoštane – Pakoštane
- Polača – Polača
- Sabunjar – Privlaka
- Škabrnja – Škabrnja
- Velebit – Benkovac
- Zlatna Luka – Sukošan
- Zemunik – Zemunik Donji

## Ljestvica
| Poz. | Momčad                   | U  | P  | N  | I  | G+ | G– | G+/– | Bod. | Nastavak natjecanja ili ispadanje |
| ---- | ------------------------ | -- | -- | -- | -- | -- | -- | ---- | ---- | --------------------------------- |
| 1.   | Polača (P)               | 24 | 16 | 3  | 5  | 63 | 24 | +39  | 51   | Kvalifikacije za 3. HNL – Jug     |
| 2.   | Dalmatinac               | 24 | 15 | 4  | 5  | 55 | 25 | +30  | 49   |                                   |
| 3.   | Pakoštane                | 24 | 11 | 6  | 7  | 31 | 21 | +10  | 39   |                                   |
| 4.   | Škabrnja                 | 24 | 11 | 4  | 9  | 51 | 37 | +14  | 37   |                                   |
| 5.   | Zlatna Luka Sukošan      | 24 | 9  | 10 | 5  | 42 | 35 | +7   | 37   |                                   |
| 6.   | Dragovoljac Poličnik     | 24 | 9  | 8  | 7  | 35 | 30 | +5   | 35   |                                   |
| 7.   | Bibinje                  | 24 | 11 | 2  | 11 | 42 | 50 | −8   | 35   |                                   |
| 8.   | Sabunjar Privlaka        | 24 | 10 | 3  | 11 | 43 | 63 | −20  | 33   |                                   |
| 9.   | Hajduk Pridraga          | 24 | 8  | 5  | 11 | 32 | 35 | −3   | 29   |                                   |
| 10.  | Velebit Benkovac         | 24 | 8  | 4  | 12 | 49 | 41 | +8   | 28   |                                   |
| 11.  | Hrvatski vitez Posedarje | 24 | 6  | 7  | 11 | 23 | 41 | −18  | 25   |                                   |
| 12.  | Zemunik                  | 24 | 6  | 2  | 16 | 37 | 67 | −30  | 20   |                                   |
| 13.  | Nova Zora (R)            | 24 | 5  | 4  | 15 | 36 | 70 | −34  | 19   | 2. ŽNL                            |

## Rezultatska križaljka
| kratica | klub                          | BIB | DAL | DRA | HAJ | HRV | NOVZ | PAK | POL | SAB | ŠKA | VEL | ZEM | ZLL |
| --- | ----------------------------- | --- | --- | --- | --- | --- | ---- | --- | --- | --- | --- | --- | --- | --- |
| BIB | Bibinje                       |     |     |     |     |     |      |     |     |     |     |     |     |     |
| DAL | Dalmatinac Crno               |     |     |     |     |     |      |     |     |     |     |     |     |     |
| DRA | Dragovoljac Poličnik          |     |     |     |     |     |      |     |     |     |     |     |     |     |
| HAJ | Hajduk Pridraga               |     |     |     |     |     |      |     |     |     |     |     |     |     |
| HRV | Hrvatski Vitez Posedarje      |     |     |     |     |     |      |     |     |     |     |     |     |     |
| NOVZ | Nova Zora Sveti Filip i Jakov |     |     |     |     |     |      |     |     |     |     |     |     |     |
| PAK | Pakoštane                     |     |     |     |     |     |      |     |     |     |     |     |     |     |
| POL | Polača                        |     |     |     |     |     |      |     |     |     |     |     |     |     |
| SAB | Sabunjar Privlaka             |     |     |     |     |     |      |     |     |     |     |     |     |     |
| ŠKA | Škabrnja                      |     |     |     |     |     |      |     |     |     |     |     |     |     |
| VEL | Velebit Benkovac              |     |     |     |     |     |      |     |     |     |     |     |     |     |
| ZEM | Zemunik (Zemunik Donji)       |     |     |     |     |     |      |     |     |     |     |     |     |     |
| ZLL | Zlatna Luka Sukošan           |     |     |     |     |     |      |     |     |     |     |     |     |     |
| |                               |     |     |     |     |     |      |     |     |     |     |     |     |     |
| podebljan rezultat - utakmice od 1. do 13. kola (1. utakmica između klubova) rezultat normalne debljine - utakmice od 14. do 26. kola (2. utakmica između klubova) rezultat nakošen - nije vidljiv redoslijed odigravanja međusobnih utakmica iz dostupnih izvora rezultat nakošen i smanjen * - iz dostupnih izvora nije uočljiv domaćin susreta prekrižen rezultat - poništena ili brisana utakmica p - utakmica prekinuta 3:0 p.f. / 0:3 p.f. - rezultat 3:0 bez borbe n.i. - nije igrano |                               |     |     |     |     |     |      |     |     |     |     |     |     |     |

Izvori: 

## Vanjske poveznice
- nszz-zadar.hr, Nogometni savez Zadarske županije